# Слов'янка (картина)
«Слов'янка» або «Далматинка» (італ. La Schiavona) — жіночий портрет, який створив на початку своєї художньої кар'єри венеційський художник Тіціан. Зберігається у Національній галереї в Лондоні.
Ім'я жінки не зберіглося. На картині зображена жінка з Далмації. У XVI столітті — Далмація була колоніальним володінням Венеційської республіки. Ймовірно, в той час, у Венецію і перебралася або ця заможна жінка, або іі попередники-родичі. Портрет — раннього періоду творчості художника з трохи різкими силуєтами парапету та фігури жінки. З'явились і перші ознаки повороту Тиціана до реалізму, несхожого на поетичну недомовленість та сфумато авторитетного венеційського художника тої доби — Джорджоне, художній манері якого насідував і Тиціан в картинах з міфологічними сюжетами.
У 1942 р. картину в подарунок Національній галереї в Лондоні передав англійський художник сер Френсіс Кук.